# Alberto Castro-Tirado

Alberto J. Castro-Tirado en 1998

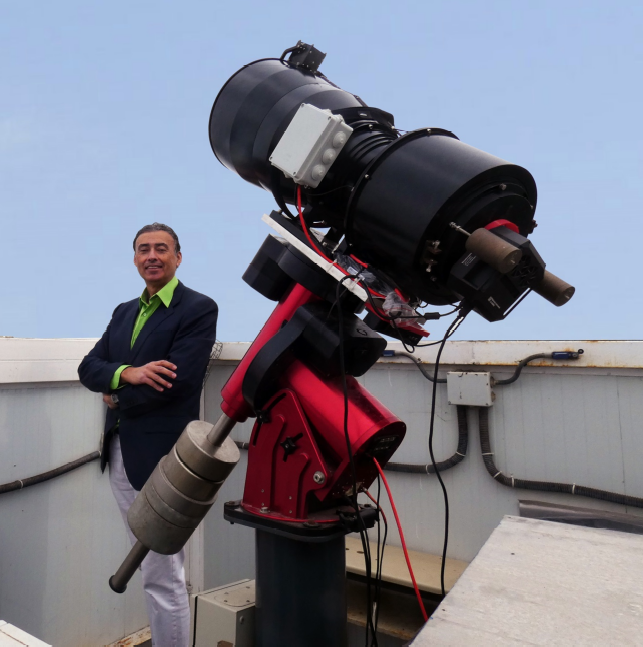
Alberto J. Castro-Tirado en 2023 en la estación astronómica robótica BOOTES-1 en Huelva (España)

Alberto Javier Castro-Tirado (Málaga, 1966) es un astrónomo español, cuyas principales líneas de actuación están relacionadas con la astronomía de altas energías y astrofísica robótica, ocupando un lugar destacado entre los investigadores españoles de física.

## Biografía
Estudió en el Colegio Azorín de Madrid (entre 1971 y 1973) y en el Colegio Los Olivos de Málaga (entre 1973 y 1984). En 1987 obtuvo el Premio Holanda de Investigación para jóvenes científicos. En 1989 es Licenciado en Físicas por la Universidad de Granada, y desde 1994 es Doctor en astrofísica por la Universidad de Copenhague.
Estuvo trabajando, dentro del Instituto Espacial de Dinamarca, en el proyecto de rayos X, WATCH a bordo del satélite Granat.
En 1994 se incorporó al Laboratorio de Astrofísica Espacial y Física Fundamental (del Instituto Nacional de Técnica Aeroespacial) en el campus de la Agencia Espacial Europea de Villafranca del Castillo (Madrid)
Ingresó como científico titular en el Consejo Superior de Investigaciones Científicas (CSIC) en 2001 pasando a la escala de investigadores científicos en 2007 y a la de profesores de investigación en 2012. Actualmente continúa realizando sus investigaciones en el Instituto de Astrofísica de Andalucía y desde 2013, en la Unidad Asociada al CSIC 'Departamento de Ingeniería de Sistemas y Automática' de la Universidad de Málaga.
Investigador principal de proyecto BOOTES (Burst Observer and Optical Transient Exploring System) el primer observatorio astronómico robótico ubicado en España desde 1998, para complementar desde tierra la observación de fuentes celeste estudiadas en altas energías (rayos X y gamma) desde el espacio. Con la instalación de la última estación en Chile en diciembre de 2022, el equipo liderado por Castro-Tirado estos 25 años hizo que España se convirtiera en el primer país en desplegar una red global de telescopios robóticos en todo el planeta.
Es miembro de la IAU desde 2003. Es un católico convencido.[cita requerida]
Ha publicado alrededor de 350 artículos científicos con revisor en revistas especializadas como Nature, o Science, aparte de en revistas de divulgación AstronomíA, o en la prensa escrita.

## Descubrimientos científicos
- Descubrimiento en 1992 del microcuasar galáctico y agujero negro más masivo de nuestra galaxia, GRS1915+105, con el satélite Granat.
- Descubrimiento en 1999 de la explosión cósmica de rayos-gamma que marcaba el nacimiento de un nuevo agujero negro en el Universo y confirmación de la existencia de emisión colimada (en forma de chorro) con telescopios en Calar Alto (Almería) y en otros lugares del globo.
- Descubrimiento en 2007 de una nueva estrella de neutrones en nuestra Galaxia sorprendida en una fase de transición entre los magnetares y las estrellas de neutrones aisladas y muy envejecidas.
- Descubrimiento en 2021 de oscilaciones cuasi-periódicas de alta frecuencia (por vez primera) en un magnetar (estrella de neutrones) en la galaxia NGC 253 de la constelación del Escultor, durante la llamarada gigante detectada en la tierra el 15 de abril de 2020.

## Premios y Distinciones
- Premio Holanda de Investigación para jóvenes científicos e inventores menores de 21 años, Primero en Fase Nacional, Madrid, 1987, y segundo en Fase Internacional, París, 1987.
- Premio Descartes (enlace roto disponible en Internet Archive; véase el historial, la primera versión y la última)., de la Unión Europea por el trabajo realizado en el campo de los estallidos cósmicos de rayos gamma en el ámbito de proyectos de colaboración en el marco de la UE en 2002.
- Académico de Número de la Academia Malagueña de Ciencias desde 2016.
- Académico Correspondiente de la Academia Iberoamericana de La Rábida desde 2022.